# Molenfeuer Travemünde
Das Molenfeuer Travemünde ist ein kleiner Leuchtturm auf der Nordermole in Lübeck-Travemünde. Die so genannte Nordermolenbake bezeichnet die Einfahrt in die Trave und warnt die Schifffahrt vor den Untiefen vor dem Brodtener Ufer.

## Altes Leuchtfeuer

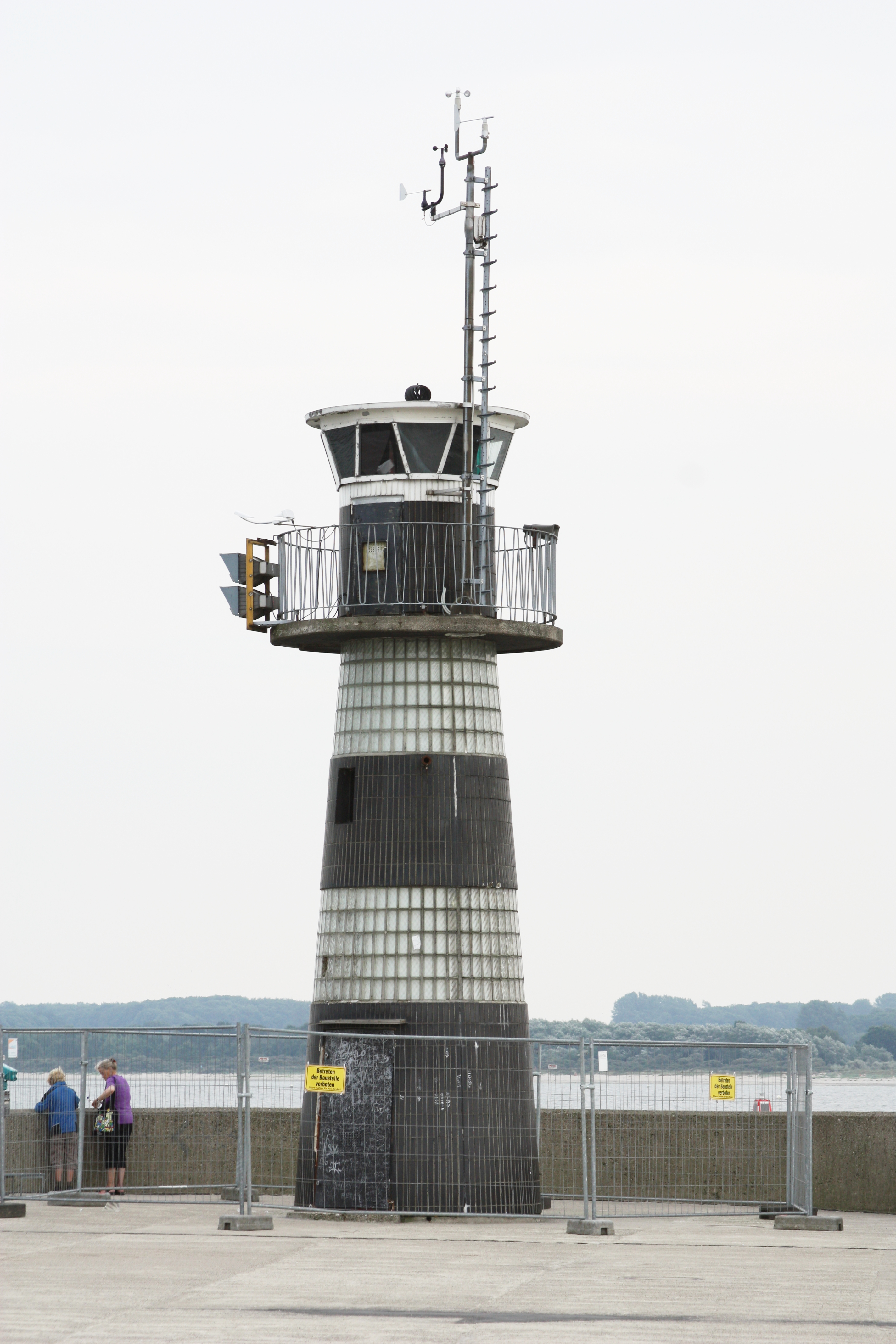
Das alte Leuchtfeuer

Parallel zur Verlängerung der Nordermole wurde 1967 ein Stahlbetonturm auf dem Molenkopf errichtet. Kennzeichnend für das Bauwerk waren zwei Lichtbänder aus Glasbausteinen, die von innen beleuchtet wurden. Das Leuchtfeuer bestand aus einer 220 V/100 Watt starken Glühlampe, einer Fresnel-Linse, einer grünen und einer roten Farbscheibe. Ein Lampenwechsler sorgte beim Ausfall der Hauptlampe dafür, dass eine Reservelampe in den Brennpunkt der Optik gedreht wurde. Ein Sichtweitenmessgerät erfasste die atmosphärische Sichtweite und übermittelte den Wert an die Verkehrszentrale. Bei einer Sicht von weniger als 600 Metern wurden tagsüber zwei und nachts ein Nebelfeuer eingeschaltet. Über dem Leuchtfeuer war ein Windmessmast installiert.
Durch Risse und Abplatzungen an den Stahlbetonteilen konnte über die Jahre Feuchtigkeit in das Bauwerk eindringen. Korrosion am Bewehrungsstahl und Absprengungen im Fassadenbereich gefährdeten zunehmend die Standsicherheit. Die massiven Schäden waren irreparabel und nachdem der Ersatz durch einen Neubau beschlossen war, wurde der Turm im Dezember 2012 abgerissen. Für die Dauer der Bauarbeiten wurde ein provisorischer Leuchtfeuerträger auf dem Molenkopf errichtet.

## Neues Leuchtfeuer

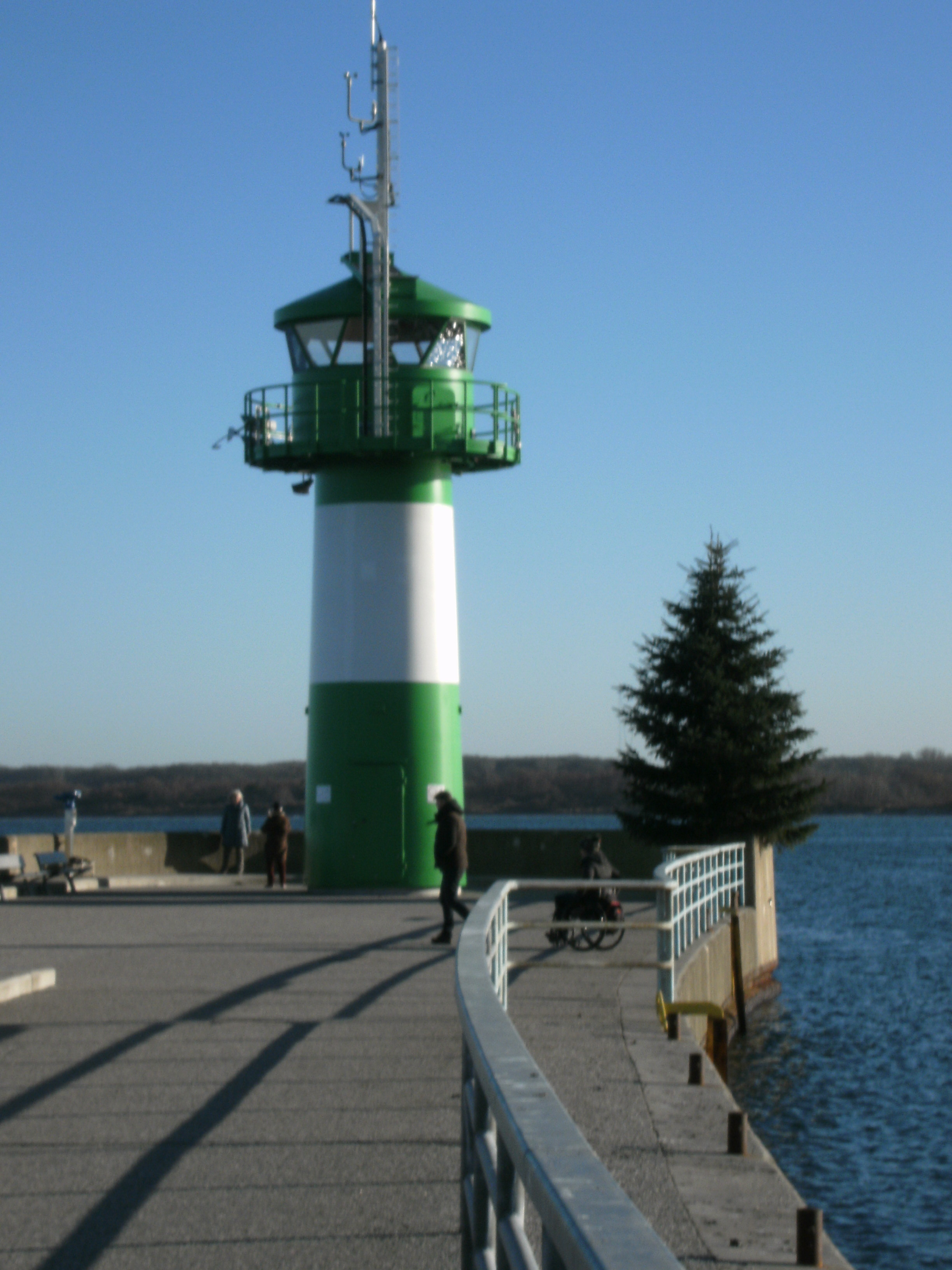
Leuchtturm am Ende der Nordermole in Travemünde mit Weihnachtsbaum.

Der neue Stahlturm wurde von einem Betrieb im Emsland gefertigt. Die bereits werkseitig mit Korrosionsschutz versehenen Segmente Turmschaft und Laternengeschoss wurden dann als Schwertransport zum damaligen Wasser- und Schifffahrtsamt Lübeck gebracht. Dort wurden die Bauteile auf einen Decksprahm verladen, zur Nordermole geschleppt und von einem Fahrzeugkran auf den neuen Stahlbetonsockel gesetzt. Im Mai 2013 konnte die neue Nordermolenbake ihren Betrieb aufnehmen.
Auf dem konischen und mit Laternengeschoss 12 m hohen Turm ist der 4 m hohe Windmessmast installiert. Die neue Lichttechnik besteht aus einem 6-fach-Lampenwechsler mit einer 12 V/35 Watt starken Halogenglühlampe. Die Steuerung des Leuchtfeuers, die indirekte Beleuchtung des Turms mit acht Leuchtdioden, die Auswertung der Sichtweite und das Einschalten der Nebelfeuer werden automatisch geregelt. Als Steuerbord-Lateralzeichen ist die Nordermolenbake jetzt grün-weiß gestrichen.
Das Molenfeuer wird vom Wasserstraßen- und Schifffahrtsamt Ostsee unterhalten und von der Verkehrszentrale Travemünde überwacht.